# Zenon Sokół
Zenon Sokół (ur. 27 czerwca 1950 w Łodzi) – polski niepełnosprawny pływak, dwukrotny mistrz paraolimpijski.

## Życiorys
Syn Stefanii i Tadeusza. W wieku 1,5 roku zachorował na chorobę Heinego-Medina, w wyniku której doznał porażenia nóg. W 1953 roku trafił do Ośrodka Rehabilitacyjnego w Świebodzinie, a później do Ośrodka Rehabilitacyjnego w Policach, w którym rozpoczął naukę pływania. Ukończył Technikum Ekonomiczne przy Zakładzie Szkolenia Inwalidów we Wrocławiu. Został zawodnikiem klubu Start Wrocław (jego trenerami byli m.in. Marek Petrusewicz i Marek Sroczyński). Pracował w Spółdzielni Inwalidów. 
Uczestnik Letnich Igrzysk Paraolimpijskich 1972 w Heidelbergu, na których wywalczył dwa złote i jeden brązowy medal (startował w kategorii numer 6). Zwyciężył w sztafecie 3 × 100 m stylem zmiennym 5–6 (wespół z Ryszardem Machowczykiem i Mieczysławem Sobczakiem) i wyścigu na 100 m stylem klasycznym, oraz brązowy medal na dystansie 100 m stylem dowolnym. Wystąpił także w indywidualnym wyścigu na 3 × 50 m stylem zmiennym, jednak został zdyskwalifikowany w eliminacjach.
W latach 1970, 1971 i 1975 brał udział w światowych igrzyskach niepełnosprawnych w Stoke Mandeville, zdobywając na nich łącznie jedenaście medali (w tym dziewięć złotych i dwa srebrne). Zwyciężył w wyścigach na: 100 m stylem dowolnym (1970, 1971), 100 m stylem klasycznym (1971, 1975), 100 m stylem grzbietowym (1975), sztafecie 3 x 100 m stylem zmiennym (1970, 1971), sztafecie 3 x 50 m stylem zmiennym (1975) i sztafecie 4 x 100 m stylem zmiennym (1975). Srebrne medale zdobył na 100 m stylem klasycznym (1970) i 100 m stylem dowolnym (1975).
Żonaty. Ma dwie córki – Katarzynę i Kornelię.